# San Juan Totolcintla
San Juan Totolcintla es una localidad del estado mexicano de Guerrero. Es parte del municipio de Mártir de Cuilapan.

## Toponimia
El nombre «San Juan» hace referencia al santo patrono de la localidad: Juan el Bautista. El nombre «Totolcintla» proviene de los términos en náhuatl: tototl, guajolote; zintl, ladera, tlan, lugar de abundancia. Su significado es «Ladera donde abundan los guajolotes».

## Demografía
| Gráfica de evolución demográfica |
|                                  |

| Censo | Población |
| ----- | --------- |
| 1900  | 237       |
| 1910  | 410       |
| 1921  | 500       |
| 1930  | 532       |
| 1940  | 573       |
| 1950  | 530       |
| 1960  | 644       |
| 1970  | 890       |
| 1980  | 1 375     |
| 1990  | 1 565     |
| 2000  | 1 094     |
| 2010  | 2 326     |
| 2020  | 1 864     |